# Regnitz
De Regnitz is een 59 kilometer lange linkerzijrivier van de Main in de Duitse deelstaat Beieren.
Gemeten vanaf de verst gelegen bronrivier (via de Rednitz en de Fränkische Rezat) gaat het over een waterloop van 162 km.

## Verloop
In feite ontstaat de rivier Regnitz door de samenvloeiing van de Rednitz en de Pegnitz in het district Fürth.
Ze stroomt dan noordwaarts door Fürth, Erlangen, Möhrendorf, Baiersdorf, Hausen, Forchheim. Vandaar gaat het dan noordwestelijk naar Bamberg, waarna zij in Bischberg in de Main stroomt.
Het Main-Donaukanaal en de Bundesautobahn 73 benutten dezelfde vallei.
- Gemeinsame Normdatei: 4076618-4
- Nationale Bibliotheek van Tsjechië: ge499024
- Nationale Bibliotheek van Israël: 987007529893105171
- Virtual International Authority File: 238365377